# Enrico Beruschi

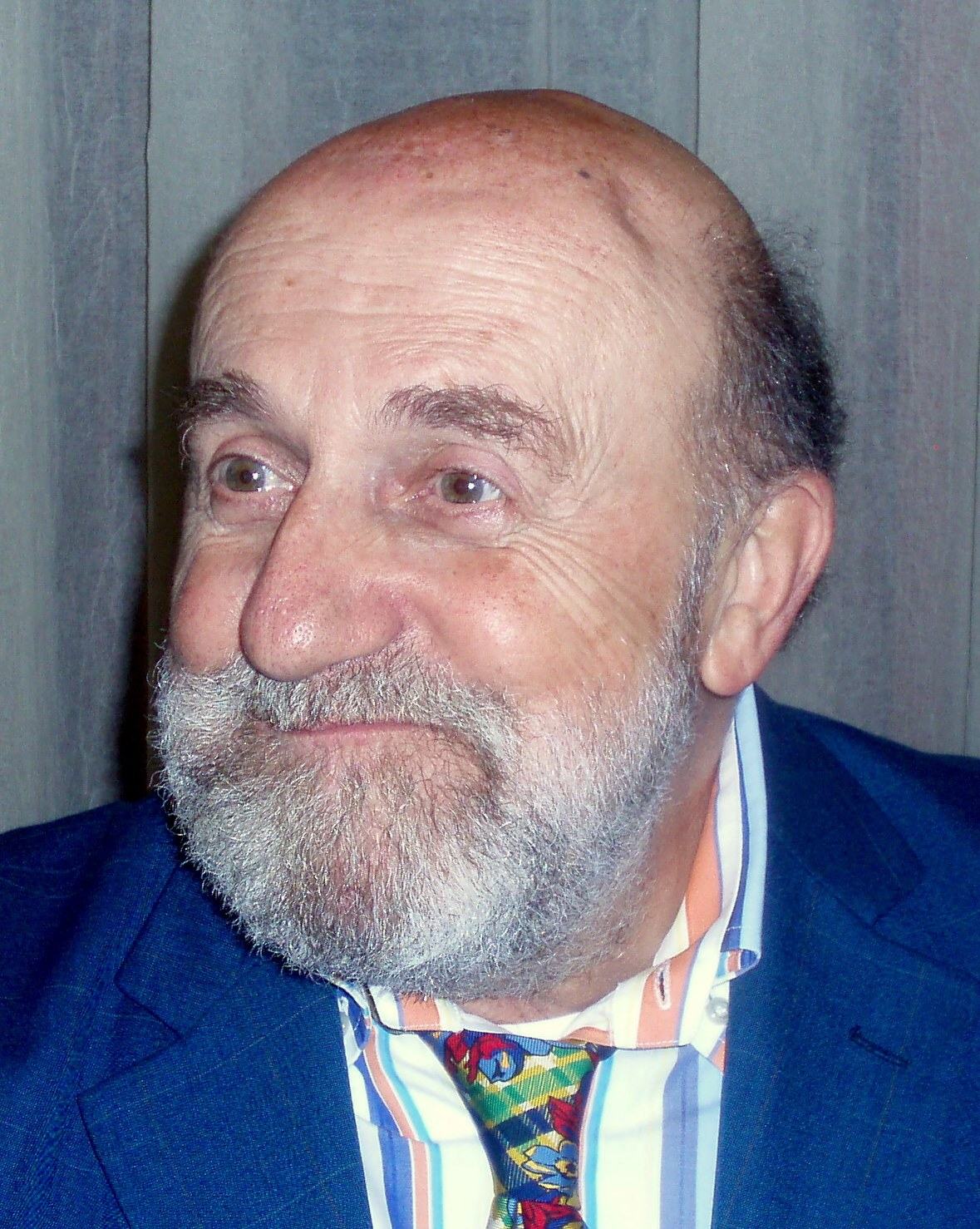
Enrico Beruschi (2008)

Enrico Beruschi (* 5. September 1941 in Mailand) ist ein italienischer Schauspieler, Sänger und Regisseur.

## Leben
Beruschi hing seine Arbeit als Angestellter an den Nagel und trat als Kabarettist auf; seine Programme kamen bei Kritikern und Zuschauern gut an. Mit seiner spontanen Komik erhielt er zu Beginn der 1970er Jahre Angebote des Fernsehens (so für die Sendung Non stop) und war in zahlreichen Formaten teils als Gast, teils als Gastgeber zu sehen. Ein bekannter von ihm entwickelter Charakter war dabei der des unter der Knute seiner dominierenden Frau stehenden Ehemannes. Da Beruschi sich auf möglichst vielen künstlerischen Feldern ausprobieren wollte, nahm er auch am Sanremo-Festival 1979 teil (mit Sarà un fiore), machte Radio und spielte Theater- sowie zwischen 1975 und 1979 einige Filmrollen, in denen er ironisch kleine, sympathische Figuren darstellte. In den 1990er Jahren war er mit Tre sull’altalena und La cena dei cretini erneut auf der Bühne zu sehen, was er auch im neuen Jahrtausend fortsetzte. 2007 debütierte Beruschi als Theaterregisseur; auch als Operettensänger (in Le avventure di Pinocchio von Antonio Cericola) versuchte er sich. Daneben spielte er in einigen Fernsehserien, zuletzt in Io e Margherita ab 2011.

## Filmografie (Auswahl)
- 1975: Il padrone e l'operaio
- 2012: La chartreuse de Parme (Fernsehfilm)